# Iron Man: Rise of Technovore
Iron Man: Rise of Technovore (アイアンマン：ライズ・オブ・テクノヴォア, Aian Man: Raizu Obu Tekunovoa), também conhecido no Brasil como Homem de Ferro: A Batalha Contra Ezekiel Stane, é um filme lançado diretamente em vídeo pela Madhouse que segue a série Marvel Anime. É dirigido por Hiroshi Hamasaki e baseado em uma história escrita por Brandon Auman. É uma continuação direta do anime Homem de Ferro.

## Produção
O filme é produzido pela SH DTV Partners, uma parceria entre Marvel Entertainment, Sony Pictures Entertainment Japan e Madhouse.
O roteirista Brandon Auman afirmou em uma entrevista com a MTV Geek que ele estava no Japão quando recebeu a ligação da Marvel para participar no projeto e que ele estava satisfeito em trabalhar com a Madhouse. Ele disse que o motivo de escolher Ezekiel Stane como vilão principal do filme foi porque ele é o "novo Tony Stark".

## Enredo
Enquanto corria no deserto de Utah com Máquina de Combate, o Homem de Ferro é emboscado por um misterioso novo inimigo que tenta destruir o novo satélite de segurança de Tony Stark, "O Howard". Máquina de Combate é aparentemente morto na luta e Homem de Ferro busca por vingança. Ele é interceptado pela S.H.I.E.L.D. e Nick Fury que precisa falar com ele. Ele foge e passa para Pepper Potts que está de férias.
Eles descobrem que a A.I.M. (Mecânica de Ideia Avançada) vem conduzindo pesquisas sobre armamento orgânico tecnológico há algum tempo e identifica um de seus armazéns em Karachi. A S.H.I.E.L.D. os localiza e Tony vai na frente pra ser cercado por Mandroids. Ele ativa sua armadura mala, destrói todos os Mandroids e vai para Karachi. A cena então corta para um membro da A.I.M. tentando vender armas para um comprador. O Justiceiro chega e quebra. Quando o Justiceiro estava prestes a matar o membro da A.I.M., o Homem de Ferro o salva a fim de obter algumas respostas. O Homem de Ferro e o Justiceiro então trabalham juntos e descobrem a identidade do novo inimigo sendo Ezekiel Stane, o filho de Obadiah Stane. Gavião Arqueiro e Viúva Negra recebem ordens para recuperar o Homem de Ferro. O Homem de Ferro foge com a ajuda do Justiceiro e continua para Xangai onde ele encontra Ezekiel.
Ezekiel paralisa Homem de Ferro com o Technovore detalha seu plano para substituir a humanidade por sua nova tecnologia utilizando a tecnologia do satélite "Howard" para hackear todos os computadores e satélites. Gavião Arqueiro e Viúva Negra aparecem e prendem ambos. Mais tarde no Aeroporta-aviões, Homem de Ferro descobre que Máquina de Combate mal está vivo. Então Technovore hackeia a aeronave deixando Homem de Ferro a usar seu reator de arco para estabilizar o Aeroporta-aviões e conduzir Technovore a sair dos sistemas. Ezekiel é agora traído pelo Technovore e assumido por ele causando uma grande luta com Homem de Ferro resultando no Aeroporta-aviões bater em Xangai. Quando todas as esperanças estavam perdidas, Máquina de Combate milagrosamente acorda e ajuda Homem de Ferro a lutar contra Technovore.
Em um último esforço, Homem de Ferro é capaz de usar uma porta dos fundos que ele construiu no sistema Howard para hackear de volta temporariamente. Ele é propositalmente capturado por Technovore e ordena Máquina de Combate a disparar o laser de defesa do satélite no reator de arco do Tony antes de Technovore ser capaz de usar outros satélites para destruir o mundo. Máquina de Combate dispara e Technovore é derrotado com Homem de Ferro aparentemente se sacrificando Milagrosamente, o Homem de Ferro é salvo por Máquina de Combate e vivo. Ezekiel Stane é visto na custódia da S.H.I.E.L.D.

## Elenco
| Personagens                               | Dublagem japonesa | Dublagem americana  |
| ----------------------------------------- | ----------------- | ------------------- |
| Homem de Ferro/Tony Stark                 | Keiji Fujiwara    | Matthew Mercer      |
| Máquina de Combate/ James "Rhodey" Rhodes | Hiroki Yasumoto   | James C. Mathis III |
| Justiceiro/Frank Castle                   | Tesshō Genda      | Norman Reedus       |
| Ezekiel Stane                             | Miyu Irino        | Eric Bauza          |
| Technovore                                | Miyu Irino        | Eric Bauza          |
| Viúva Negra/Natasha Romanova              | Miyuki Sawashiro  | Clare Grant         |
| Nick Fury                                 | Hideaki Tezuka    | John Eric Bentley   |
| Pepper Potts                              | Hiroe Oka         | Kate Higgins        |
| Gavião Arqueiro/Clint Barton              | Shuuhei Sakaguchi | Troy Baker          |
| Obadiah Stane                             | Takaya Hashi      | JB Blanc            |
| J.A.R.V.I.S.                              | Yasuyuki Kase     | Troy Baker          |
| Sasha Hammer                              | Houko Kuwashima   | Tara Platt          |
| Maria Hill                                | Junko Minagawa    | Kari Wahlgren       |

Vozes adicionais da dublagem americana por Liam O'Brien, Travis Willingham e Dave Wittenberg.

## Equipe
- Steve Kramer - Adaptação do roteiro
- Mary Elizabeth McGlynn - Diretora de voz
- Jamie Simone ´Diretor de elenco

## Lançamento
O filme foi lançado na América do Norte em Blu-ray e DVD no dia 16 de abril de 2013 e em 24 de abril de 2013 no Japão.